# Rue d'Alençon
La rue d'Alençon est une voie du 15e arrondissement de Paris, en France.

## Situation et accès
La rue d'Alençon est une voie publique située dans le 15e arrondissement de Paris. Elle débute au 46, boulevard du Montparnasse et se termine au 7, avenue du Maine.

## Origine du nom

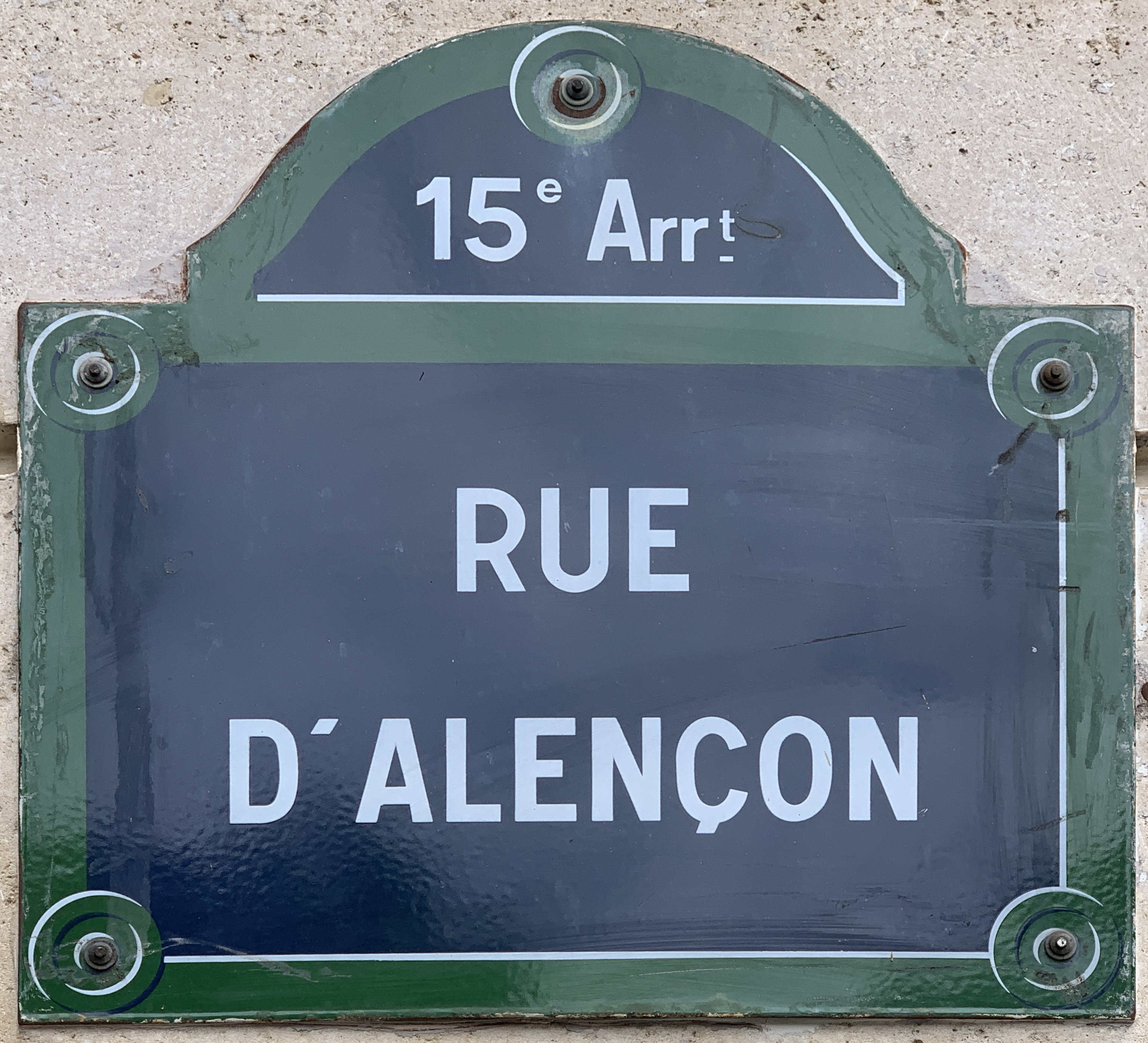
Plaque de la rue.

Elle porte le nom de la préfecture du département de l'Orne, Alençon.

## Historique
Cette rue fut ouverte comme voie privée en 1882.